# Alberto Ascari
Pour les articles homonymes, voir Ascari.
Temple international de la renommée du sport automobile 1992
Alberto Ascari, né le 13 juillet 1918 à Milan, Italie et mort le 26 mai 1955 à Monza, est un pilote de course automobile italien. Il a remporté le championnat du monde de Formule 1 à deux reprises avant de se tuer lors d'une séance d'essais privés sur le circuit de Monza, en Italie, quatre jours après avoir été secouru de la noyade, après être tombé dans le port de Monaco au volant de sa Lancia D50.

## Biographie

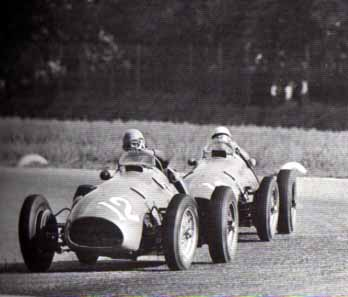
Alberto Ascari devant Luigi Villoresi au Grand Prix d'Italie à Monza en 1952

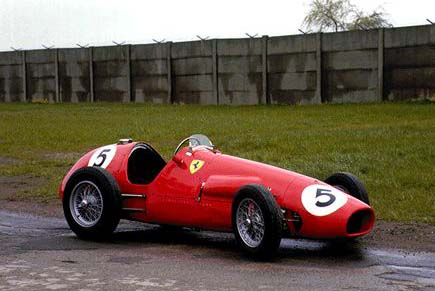
La Ferrari F500 utilisée par Alberto Ascari au Grand Prix de Grande-Bretagne 1953

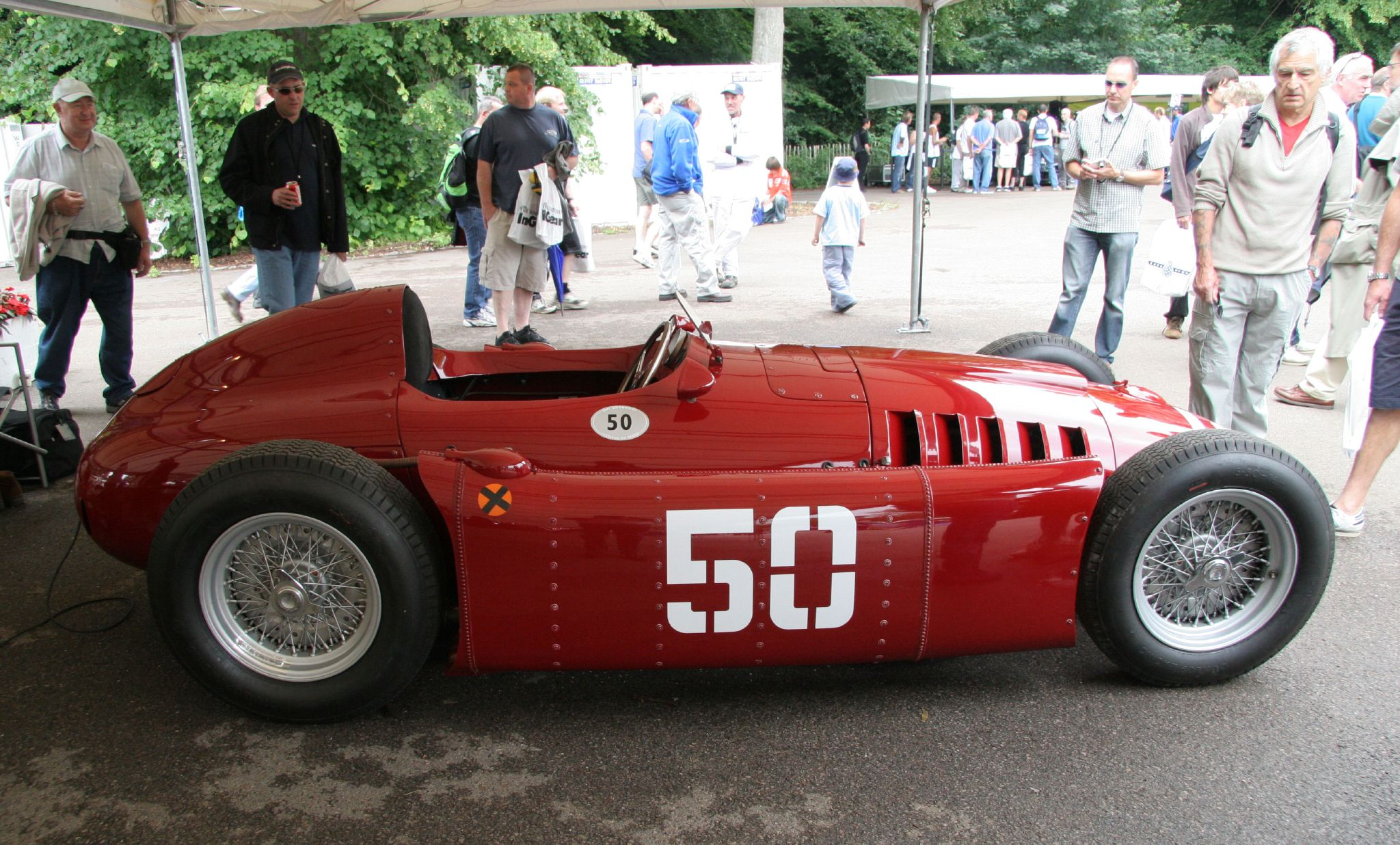
Lancia D50 des saisons 1954 et 1955

Fils d'Antonio Ascari, l'un des ténors du sport automobile des années 1920 et mort en course, Alberto Ascari a commencé la compétition sur deux roues, avant de se laisser timidement tenter par le sport automobile en 1940. Mais ses débuts en compétition sont interrompus cette même année par l'entrée de l'Italie dans la Seconde Guerre mondiale.
À la fin des hostilités, Alberto Ascari ne manifeste aucune envie de reprendre le volant en course, mais finit par se laisser convaincre par son ami Luigi Villoresi. À partir de 1947, Ascari brille en Grand Prix, ce qui lui vaut d'être engagé par la Scuderia Ferrari. En 1949, Ascari accumule les victoires, mais le retour à la compétition d'Alfa Romeo le contraint à jouer les seconds rôles en 1950, année de création du championnat du monde de Formule 1. Les Ferrari montent progressivement en puissance, et fin 1951, Ascari décroche ses premiers succès en championnat du monde, ainsi que précédemment une victoire avec Villoresi au Rallye de Sestrières sur Lancia Aurelia à la fin du mois de février.
À partir de 1952, le retrait d'Alfa Romeo combiné à la nouvelle réglementation technique en vigueur laisse le champ libre à Ferrari. Ascari s'en donne alors à cœur joie et écrase le championnat du monde en 1952 et en 1953, signant un record historique de neuf victoires consécutives à cheval sur ces deux années. Il remporte également le championnat des Grands Prix de France 1952, instauré cette année-là par l'ACF. De nombreux observateurs s'accordent alors à voir en Ascari l'égal de Juan Manuel Fangio, d'autant plus qu'il gagne en 1953 la première édition des 1 000 kilomètres du Nürburgring avec Giuseppe Farina (sur Ferrari 375MM Spyder).
À la surprise générale, Ascari quitte la Scuderia Ferrari fin 1953 pour s'en aller rejoindre la nouvelle équipe Lancia en compagnie de son fidèle ami Luigi Villoresi. Ce choix sportif s'avère catastrophique, et en 1954, le projet Lancia ayant pris du retard, Ascari est absent de la plupart des Grand Prix du championnat du monde, ne disputant que quatre épreuves (engagements occasionnels chez Maserati et Ferrari, la Lancia D50 n'étant prête que pour la dernière manche en Espagne).
La Lancia D50 enfin au point, Ascari aborde la saison 1955 avec de grandes ambitions, paré à en découdre avec les réputées invincibles Mercedes-Benz. Ascari passe près de l'exploit au Grand Prix de Monaco : roulant en deuxième position, la victoire lui semble promise lorsque le moteur de la Mercedes de Stirling Moss commence à agoniser. Mais Ascari ne profite pas de l'aubaine et se fait surprendre à la chicane après la sortie du tunnel par l'huile déposée par la Mercedes, perd le contrôle de sa Lancia, et termine sa course dans les eaux du port. Il faudra toute la vigilance des hommes-grenouilles pour sauver Ascari de la noyade.
Laissé au repos à la suite de cet accident, c'est en simple observateur qu'Ascari assiste quatre jours plus tard à une séance d'essais privés sur le circuit de Monza, où son jeune compatriote Eugenio Castellotti peaufine les réglages d'une Ferrari catégorie sport qu'il doit partager avec lui à l'occasion des 1 000 km de Monza à venir. Mais contre l'avis des médecins, Ascari ne résiste pas à l'envie d'essayer à son tour la voiture. Dès la deuxième boucle, Ascari perd le contrôle de la voiture dans la très rapide courbe du Vialone (qui des années plus tard sera modifiée sous le nom de Variante Ascari) et trouve la mort. Les circonstances de cet accident n'ont jamais pu être établies.
Le 7 mai 2015, en présence de Giovanni Malagò, président du Comité national olympique italien, est inauguré le Walk of Fame du sport italien dans le parc olympique du Foro Italico de Rome, le long de la Viale delle Olimpiadi. Une des cent tuiles rapportant chronologiquement les noms des athlètes les plus représentatifs de l'histoire du sport italien est dédiée à Ascari.

## Résultats en championnat du monde de Formule 1
- 32 Grands Prix
- 13 victoires
- 14 pole positions
- 12 records du tour en course
- 2 titres de champion du monde
- Premier pilote régulier du championnat du monde à disputer les 500 miles d'Indianapolis (en 1952)

| Saison | Écurie                                                | Châssis                              | Moteur                                            | Pneus                       | GP disputés | Victoires | Pole positions | Meilleurs tours | Points inscrits | Classement |
| ------ | ----------------------------------------------------- | ------------------------------------ | ------------------------------------------------- | --------------------------- | ----------- | --------- | -------------- | --------------- | --------------- | ---------- |
| 1950   | Scuderia Ferrari                                      | Ferrari 125 Ferrari 275 Ferrari 375  | Ferrari 125 V12 C Ferrari 275 V12 Ferrari 375 V12 | Pirelli                     | 4           | 0         | 0              | 0               | 11              | 5e         |
| 1951   | Scuderia Ferrari                                      | Ferrari 375                          | Ferrari 375 V12                                   | Pirelli                     | 7           | 2         | 2              | 0               | 28              | 2e         |
| 1952   | Scuderia Ferrari                                      | Ferrari 375S Ferrari 500             | Ferrari 375 V12 Ferrari 500 L4                    | Firestone Pirelli Englebert | 7           | 6         | 5              | 6               | 53,5            | Champion   |
| 1953   | Scuderia Ferrari                                      | Ferrari 500                          | Ferrari 500 4 en ligne                            | Pirelli                     | 8           | 5         | 6              | 4               | 46,5            | Champion   |
| 1954   | Officine A. Maserati Scuderia Ferrari Scuderia Lancia | Maserati 250F Ferrari 625 Lancia D50 | Maserati 250F1 L6 Ferrari 625 L4 Lancia DS50 V8   | Pirelli                     | 4           | 0         | 1              | 2               | 1,14            | 25e        |
| 1955   | Scuderia Lancia                                       | Lancia D50                           | Lancia DS50 V8                                    | Pirelli                     | 2           | 0         | 0              | 0               | 0               | Nc.        |
|        | Total                                                 |                                      |                                                   |                             | 32          | 13        | 14             | 12              | 140,14          |            |

## Victoires en championnat du monde de Formule 1
| #  | Année | Manche | Date     | Grand Prix      | Circuit           | Départ | Écurie           | Voiture     | Résumé |
| -- | ----- | ------ | -------- | --------------- | ----------------- | ------ | ---------------- | ----------- | ------ |
| 1  | 1951  | 06/08  | 29/07/51 | Allemagne       | Nürburgring       | 1er    | Scuderia Ferrari | Ferrari 375 | Résumé |
| 2  | 1951  | 07/08  | 16/09/51 | Italie          | Monza             | 3e     | Scuderia Ferrari | Ferrari 375 | Résumé |
| 3  | 1952  | 03/08  | 22/06/52 | Belgique        | Spa-Francorchamps | 1er    | Scuderia Ferrari | Ferrari 500 | Résumé |
| 4  | 1952  | 04/08  | 06/07/52 | France          | Rouen-les-Essarts | 1er    | Scuderia Ferrari | Ferrari 500 | Résumé |
| 5  | 1952  | 05/08  | 19/07/52 | Grande-Bretagne | Silverstone       | 2e     | Scuderia Ferrari | Ferrari 500 | Résumé |
| 6  | 1952  | 06/08  | 03/08/52 | Allemagne       | Nürburgring       | 1er    | Scuderia Ferrari | Ferrari 500 | Résumé |
| 7  | 1952  | 07/08  | 17/08/52 | Pays-Bas        | Zandvoort         | 1er    | Scuderia Ferrari | Ferrari 500 | Résumé |
| 8  | 1952  | 08/08  | 07/09/52 | Italie          | Monza             | 1er    | Scuderia Ferrari | Ferrari 500 | Résumé |
| 9  | 1953  | 01/09  | 18/01/53 | Argentine       | Buenos Aires      | 1er    | Scuderia Ferrari | Ferrari 500 | Résumé |
| 10 | 1953  | 03/09  | 07/06/53 | Pays-Bas        | Zandvoort         | 1er    | Scuderia Ferrari | Ferrari 500 | Résumé |
| 11 | 1953  | 04/09  | 21/06/53 | Belgique        | Spa-Francorchamps | 2e     | Scuderia Ferrari | Ferrari 500 | Résumé |
| 12 | 1953  | 06/09  | 18/07/53 | Grande-Bretagne | Silverstone       | 1er    | Scuderia Ferrari | Ferrari 500 | Résumé |
| 13 | 1953  | 08/09  | 23/08/53 | Suisse          | Bremgarten        | 2e     | Scuderia Ferrari | Ferrari 500 | Résumé |

## Victoire en France hors championnat
- Grand Prix de Bordeaux 1953 (Ferrari 500 - Grand Prix des champions du monde).

## Victoires en championnat du monde des voitures de sport
| # | Année | Manche | Épreuve                 | no  | Écurie           | Voiture        | Coéquipier      |
| - | ----- | ------ | ----------------------- | --- | ---------------- | -------------- | --------------- |
| 1 | 1953  | 05/07  | 1 000 km du Nürburgring | 1   | Scuderia Ferrari | Ferrari 375 MM | Giuseppe Farina |
| 2 | 1954  | 03/06  | Mille Miglia            | 602 | Scuderia Lancia  | Lancia D24     | —               |

## Autres victoires Sport
- Circuit de Modène 1947 (Maserati A6GCS);
- Circuit de Pescara 1948 (Maserati A6GCS, avec Giovanni Bracco);
- Grand Prix du Luxembourg 1950 (Ferrari 166 MM);
- Grand Prix de Rome 1950 (Ferrari 166 MM);
- Silverstone International 1950 (Ferrari 166 MM);
- Findel (Luxembourg) 1951 (Ferrari 166 MM)[4]